# Cosmia calami
Cosmia calami är en fjärilsart som beskrevs av Harvey 1876. Cosmia calami ingår i släktet Cosmia och familjen nattflyn. Inga underarter finns listade i Catalogue of Life.

## Bildgalleri

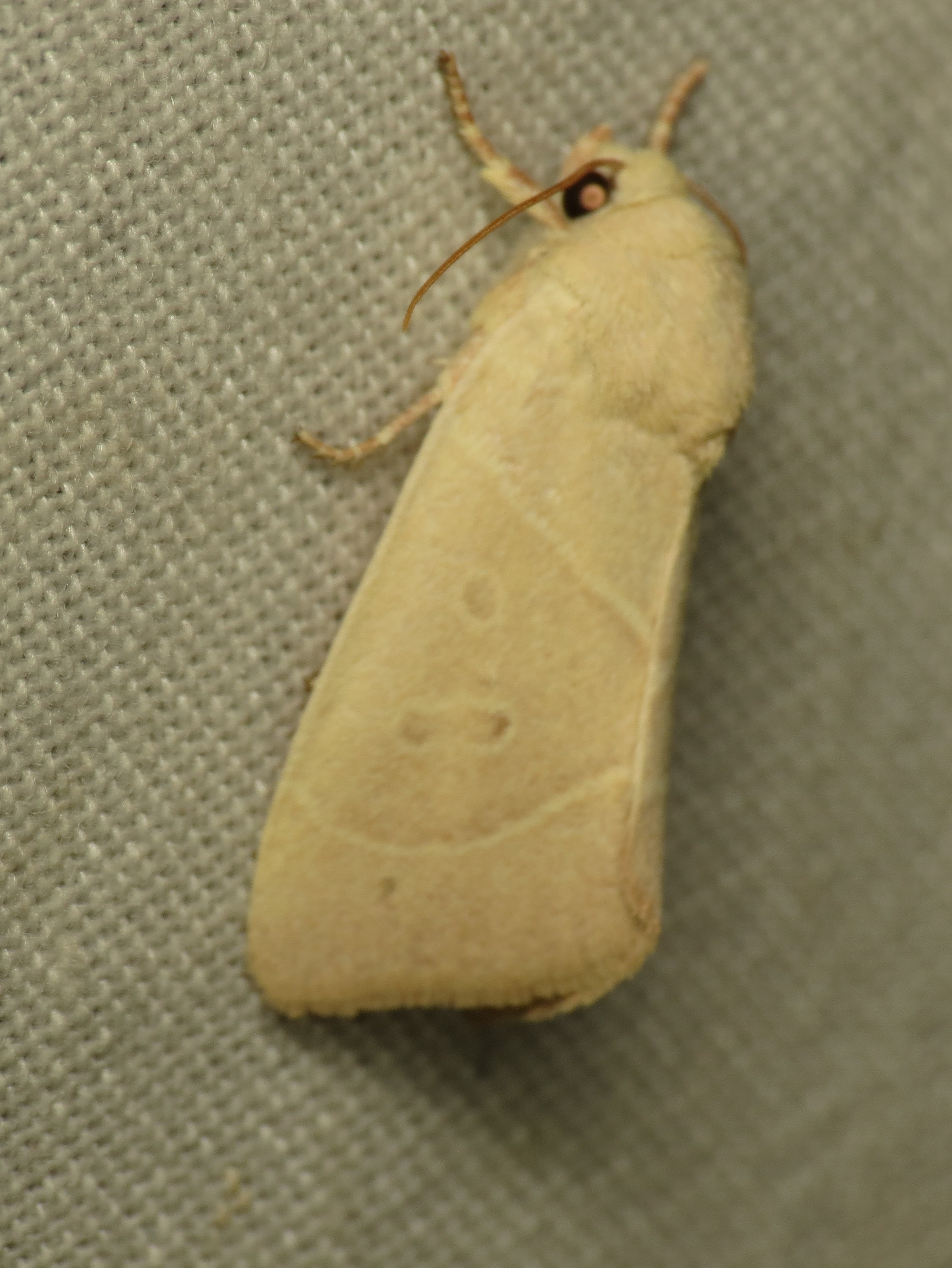